# Krikščionių sąjunga
Krikščionių sąjunga (dt. Christenunion) ist eine christliche und konservative politische Partei in Litauen. Der vorsprüngliche Name lautete „Krikščionių sąjunga „Santarvė ir gerovė““, aber er wurde auf „Krikščionių sąjunga“ gekürzt.

## Geschichte
Die Partei wurde am 8. Februar 2020 gegründet. Der Initiator Rimantas Dagys wurde zum Parteivorsitzenden gewählt. Mitglieder der Partei sind auch Seimas-Mitglieder Egidijus Vareikis,  Jonas Šimėnas, ehemalige Seimas-Mitglieder Petras Luomanas, Jonas Valatka, Arvydas Akstinavičius. In der Gründungsversammlung nahm auch Priester Robertas Grigas teil, der behauptete, dass er aufgrund der Bitte des Kardinals Sigitas Tamkevičius sei.
2020 nahm die Partei bei Parlamentswahl in Litauen 2020 teil. Mit 0,8 % der Listen- und 1,6 % der Wahlkreisstimmen konnte sie jedoch kein Mandat gewinnen. 2024 traten ihre Kandidaten auf der Liste der Tautos ir teisingumo sąjunga (centristai, tautininkai), die jedoch auch scheiterte.